# Любзина
Любзина (пол. Lubzina) — остановочный пункт железной дороги (платформа) в селе Любзина в гмине Ропчице, в Подкарпатском воеводстве Польши. Имеет 2 платформы и 2 пути.
Пассажирский остановочный пункт на ведущей к польско-украинской границе железнодорожной линии Краков-Главный — Медыка.